# 中国共产党中央军事委员会常务委员会
中国共产党中央军事委员会常务委员会，是中国共产党中央军事委员会的常设机关，自1950年代末至1970年代曾两次设立。

## 第一次设立
1959年庐山会议后，主持中共中央军委工作的彭德怀、黄克诚（总参谋长）、洪学智等人受到批判，被调离军委和总部领导岗位。1959年9月26日，中共中央政治局决定改组中央军委，新的军委由21人组成，增设副主席及常务委员会（简称军委常委）。
1959年10月20日，中央军委发出通知，决定在军委常委之下设立一个办公会议。
文化大革命初期，1967年8月17日，根据中共中央、中央军委的决定，成立了由吴法宪（副总参谋长兼空军司令员）、叶群（林彪办公室主任）、邱会作（副总参谋长兼总后勤部部长）、张秀川（海军副政委）组成的军委办事组，由吴法宪负责。军委办事组实际取代了中央军委常委和办公会议。

## 第二次设立
1971年九一三事件发生。1971年10月3日，中共中央决定撤销军委办事组，成立新的中央军委办公会议。由军委副主席叶剑英主持军委日常工作。
1974年1月11日，南越当局公布地图，将中国西沙群岛全部划入其版图，并于1974年1月15日出动军舰突袭永乐群岛。1974年1月17日，叶剑英指示总参谋部，组织班子，准备打仗。1974年1月18日，中共中央政治局会议决定成立“五人小组”，由叶剑英牵头，成员有王洪文、张春桥、邓小平、陈锡联（后苏振华也参加，小组改为“六人小组”）。小组的任务是处理中央军委的大事及紧急作战事项。1月19日凌晨，叶剑英接到报告，南越当局派兵强行登上琛航岛、广金岛，并率先向中国民兵开炮。叶剑英当即请示周恩来，周恩来让叶剑英立即组织领导该小组，由叶剑英负责指挥作战。1月20日，中国人民解放军向甘泉岛、珊瑚岛、金银岛的南越敌军发起反攻，全歼敌军，收复了西沙群岛中的永乐群岛，取得西沙海域自卫反击作战胜利。
1975年1月5日，中共中央任命邓小平为中央军委副主席兼中国人民解放军总参谋长。1975年1月26日，叶剑英致信毛泽东，提出鉴于1971年10月成立的中央军委办公会议成员情况有变化，为加强对军队和战备工作的具体领导，建议将西沙作战后成立的中央军委六人小组扩大，组成军委常务委员会，并增补刘伯承、徐向前、聂荣臻、粟裕4人为常务委员。此信获得中共中央和毛泽东的批准。 
1975年2月5日，中共中央决定取消军委办公会议，重新设立中央军委常务委员会，作为处理军委日常工作的办事机构，叶剑英等11人为常务委员，常务委员会由叶剑英主持。同时决定，中国人民解放军总参谋部第一副总参谋长杨成武、总政治部第一副主任梁必业、总后勤部党委第一书记（总后勤部部长）张宗逊、军委办公厅主任胡炜列席军委常务委员会会议，此即所谓列席常委。同年，增补李先念、王震为中央军委常委。
1976年2月2日，叶剑英被停止主持军委日常工作，改由陈锡联主持。同年4月7日，中共中央军委副主席兼总参谋长邓小平被撤销党内外一切职务。1976年10月6日，粉碎“四人帮”。1976年10月7日，中共中央政治局决定华国锋任中共中央主席、中共中央军委主席。1977年3月7日，中共中央通知，叶剑英恢复主持军委日常工作，陈锡联协助工作。1977年7月16日，中共十届三中全会正式追任华国锋为中共中央主席、中央军委主席，并决定恢复邓小平的中共中央副主席、中共中央军委副主席、国务院副总理、中国人民解放军总参谋长等职务。
1977年8月19日，中共十一届一中全会通过了由63人组成的中共中央军委，军委主席为华国锋，副主席为叶剑英、邓小平、刘伯承、徐向前、聂荣臻；军委常委14人，列席常委3人。
1979年11月4日，中共中央决定，在中央军委常委领导下恢复办公会议，负责处理军委日常工作。军委办公会议由耿飚主持。军委办公会议建立后，不再设军委列席常委。
1980年2月29日，中共十一届五中全会批准汪东兴、陈锡联的辞职请求，免去其中央军委常委职务。1981年6月27日到29日召开的中共十一届六中全会一致同意华国锋辞去中共中央主席、中央军委主席职务的请求，邓小平当选为中央军委主席。1981年7月10日，中共中央、中央军委决定，杨尚昆任中共中央军委常委、秘书长，免去耿飚的中央军委秘书长职务。
1982年起，中共中央军事委员会和中华人民共和国中央军事委员会共同设立。中央军事委员会既是中共中央的军事机关，也是国家机构的组成部分。
1982年9月12日，中共十二届一中全会决定邓小平任中共中央军委主席，叶剑英、徐向前、聂荣臻、杨尚昆任中共中央军委副主席，其中杨尚昆为常务副主席。1982年9月30日，中共中央任命杨尚昆兼任军委秘书长，余秋里、杨得志、张爱萍、洪学智任军委副秘书长，并决定中共中央军委由主席、副主席、秘书长、副秘书长组成，由秘书长、副秘书长组成常务会议，负责处理军委日常工作。此后，中央军委不再设立常务委员会以及办公会议。

## 历任常务委员
第一次设立
- 毛泽东（1959年9月—？，军委主席）
- 林彪（1959年9月—？，军委副主席）
- 贺龙（1959年9月—？，军委副主席）
- 聂荣臻（1959年9月—？，军委副主席）
- 朱德（1959年9月—？）
- 刘伯承（1959年9月—？）
- 陈毅（1959年9月—？）
- 邓小平（1959年9月—？）
- 罗荣桓（1959年9月—？）
- 徐向前（1959年9月—？）
- 叶剑英（1959年9月—？）
- 罗瑞卿（1959年9月—1965年12月，国防部副部长兼总参谋长）
- 谭政（1959年9月—1960年10月，国防部副部长兼总政治部主任）[1][5]

第二次设立
| 1975年2月至1977年8月 常委 - 叶剑英（1975年2月—1977年8月） - 王洪文（1975年2月—1977年8月） - 邓小平（1975年2月—1976年4月） - 张春桥（1975年2月—1976年10月） - 刘伯承（1975年2月—1977年8月） - 陈锡联（1975年2月—1977年8月） - 汪东兴（1975年2月—1977年8月） - 苏振华（1975年2月—1977年8月） - 徐向前（1975年2月—1977年8月） - 聂荣臻（1975年2月—1977年8月） - 粟裕（1975年2月—1977年8月） - 李先念（1975年—1977年8月） - 王震（1975年—1977年8月） 列席常委 - 杨成武（1975年2月—1977年8月，第一副总参谋长） - 梁必业（1975年2月—1977年8月，总政治部第一副主任） - 张宗逊（1975年2月—1977年8月，总后勤部党委第一书记、总后勤部部长） - 胡炜（1975年2月—1977年8月，军委办公厅主任） | 1977年8月至1982年9月 常委 - 华国锋（1977年8月—1981年6月） - 叶剑英（1977年8月—1982年9月） - 邓小平（1977年8月—1982年9月） - 刘伯承（1977年8月—1982年9月） - 徐向前（1977年8月—1982年9月） - 聂荣臻（1977年8月—1982年9月） - 李先念（1977年8月—1982年9月） - 汪东兴（1977年8月—1980年2月29日） - 陈锡联（1977年8月—1980年2月29日） - 韦国清（1977年8月—1982年9月） - 苏振华（1977年8月—1979年2月1日逝世，军委副秘书长、海军第一政委） - 张廷发（1977年8月—1982年9月） - 粟裕（1977年8月—1982年9月） - 罗瑞卿（1977年8月—1978年8月3日逝世，军委秘书长） - 王震（1978年3月9日—1982年9月） - 耿飚（1979年1月10日—1981年7月10日，军委秘书长） - 许世友（1980年1月10日—1982年9月） - 杨得志（1980年1月10日—1982年9月） - 韩先楚（1980年1月10日—1982年9月） - 杨勇（1980年1月10日—1982年9月） - 王平（1980年1月10日—1982年9月） - 杨尚昆（1981年7月10日—1982年9月，军委秘书长） 列席常委 - 杨勇（1977年8月—1979年11月） - 梁必业（1977年8月—1979年11月） - 张震（1977年8月—1979年11月） |